# Хорхог

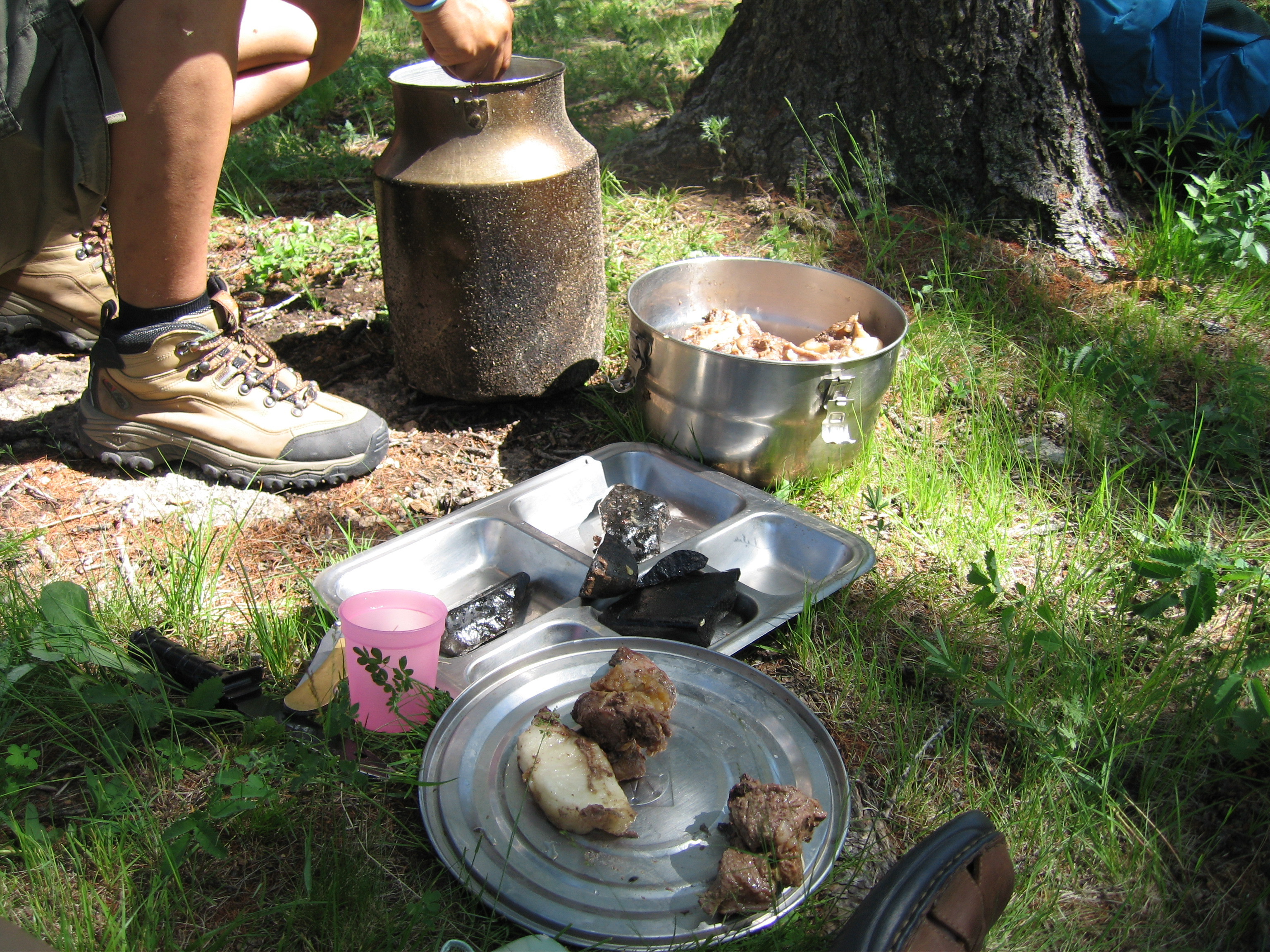
Приготування хорхогу на природі.

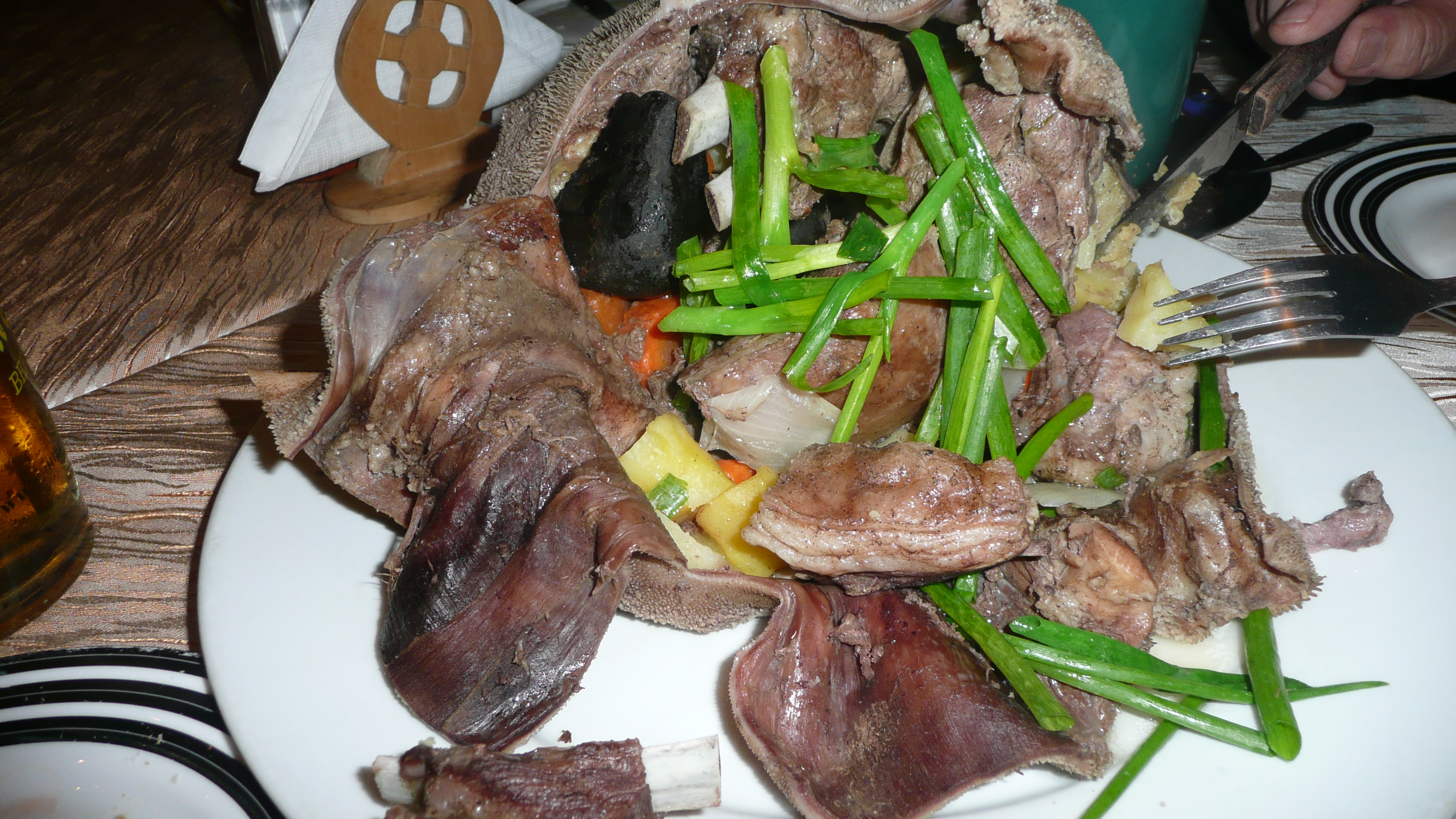
Хорхог в ресторані Улан-Батора.

Хорхог (монг. хорхог) — традиційна м'ясна гаряча страва монгольської кухні, що готується тільки з баранини й на багатті.

## Інгредієнти
- Баранина з кісточками 1–1,5 кг
- Цибуля, часник, перець, сіль
- Лавровий лист

## Особливості приготування
1. Великий шмат м'яса (бажано передня бараняча нога) розібрати, розрізати на частини середнього розміру.
2. Скласти м'ясо в металевий посуд (бідон, казан), додати цибулю, часник, перець, сіль, лавровий лист і маринувати протягом 2-х годин.
3. Зібрати каміння  розміром з кулак (10–20 штук), округлої форми, помити його.
4. Протягом двох годин розігрівати каміння в багатті. Коли каміння розжариться, вийняти його щипцями.
5. Підготовлені інгредієнти страви покласти в казан таким чином: шар м'яса, шар каміння з попелом.
6. Додати води (4 л на казан, ємність якого 36 л), накрити кришкою й поставити на багаття.
7. Через 30 хвилин страву можна вживати.

### Інша версія приготування
Страву викладають у бідон: знизу — м'ясо, зверху — каміння. Потім ємність збочують і котять по землі таким чином, щоб каміння змішалося з м'ясом. Іноді бідон скочують з невеликої гори. Таке приготування хорхога перетворюється у справжнє шоу.

## Особливості частування
- Людина, яка готувала страву, виймає з казану м'ясо, обирає найкращий шматок — баранячу лопатку — й передає найстаршому за віком серед присутніх.
- Найстарший за віком відрізає від лопатки стільки шматків м'яса, скільки гостей присутні на трапезі.
- Кожен гість по черзі отримує шматок м'яса (відповідно до віку: від найстаршого до наймолодшого).
- Усе, що залишилося від баранячої лопатки, людина, яка готувала страву, залишає собі. Гості продовжують частувати м'ясо стільки, скільки забажають.
- Каміння у процесі приготування вбирає жир і стає чорним та слизьким. Гаряче каміння дають у руки гостям, вони перекидають його з долоні на долонь.

## Цікаво знати
- За часів Чингісхана хорхог готувався у шкурі барана й називався боодог.
- Коли баранина маринується та каміння нагрівається в багатті, готується согоч (согажа) — печінка, підсмажена на шампурах у вогні й загорнута у внутрішній жир. Страву куштують гарячою із сіллю та перцем.
- Їдять хорхог руками. Щоб відділити м'ясо від кісток, використовують ніж.
- До хорхогу подають зелений солоний чай із молоком.
- Завдяки розжареному камінню страва отримує неперевершений смак і м'ясо стає м'яким.
- Камінням, що використовувалося під час приготування, монголи лікувалися, прикладаючи його до хворої частини тіла.